# Allorhogas laselva
Allorhogas laselva är en stekelart som beskrevs av Marsh 2002. Allorhogas laselva ingår i släktet Allorhogas och familjen bracksteklar. Inga underarter finns listade i Catalogue of Life.